# Lega Nazionale B 2015-2016 (hockey su ghiaccio)
La Stagione 2015-16 è stata la 69ª edizione di LNB del campionato svizzero di hockey su ghiaccio. I playoff si sono conclusi con la vittoria dell'HC Ajoie.